# Edifici Bankunión
L'Edifici Bankunión, situat en el Passeig de la Castellana de Madrid és una torre de deu plantes i quatre soterranis, obra d'Antonio Corrales i Ramón Vázquez. El color rosat de la seva façana és principalment gràcies a l'ús de granit rosa com a element decoratiu. Altres materials empleats són el cristall i l'alumini anoditzat. El color bronze de les finestres té com a finalitat reduir la calor provocada pels rajos del sol. En la façana posterior són visibles tubs amb diferents finalitats, com a serveis i comunicacions. Actualment en el seu interior es troben les oficines del Parlament Europeu i l'Ambaixada d'Irlanda.